# Deahova, Mena
Deahova (în ucraineană Дягова) este o comună în raionul Mena, regiunea Cernihiv, Ucraina, formată numai din satul de reședință.

## Demografie
Componența lingvistică a comunei Deahova
     Ucraineană (98,84%)
     Alte limbi (0,84%)
Conform recensământului din 2001, majoritatea populației comunei Deahova era vorbitoare de ucraineană (98,84%), existând în minoritate și vorbitori de alte limbi.